# Phạm Bình Minh
Phạm Bình Minh (sinh ngày 26 tháng 3 năm 1959) là một nhà ngoại giao và chính trị gia người Việt Nam. Ông nguyên là Phó Thủ tướng Thường trực Chính phủ kiêm Bộ trưởng Bộ Ngoại giao (2011–2021), nguyên Đại biểu Quốc hội Việt Nam khóa XIV và XV, thuộc đoàn đại biểu quốc hội tỉnh Bà Rịa – Vũng Tàu.
Trước đó, ông từng là Tổng Lãnh sự tại thành phố San Francisco, Ủy viên Bộ Chính trị Ban Chấp hành Trung ương Đảng Cộng sản Việt Nam khóa XIII, Ủy viên Ban Chấp hành Trung ương Đảng Cộng sản Việt Nam các khóa X, XI, XII.

## Xuất thân
Ông sinh ngày 26 tháng 3 năm 1959, nguyên quán tại xã Liên Minh, huyện Vụ Bản, tỉnh Nam Định. Cha của ông là cố Bộ trưởng ngoại giao Nguyễn Cơ Thạch (tên khai sinh là Phạm Văn Cương). Lúc sinh Phạm Bình Minh, ông Nguyễn Cơ Thạch đang giữ chức vụ Tổng lãnh sự nước Việt Nam Dân chủ Cộng hòa tại Ấn Độ. Mẹ của ông là bà Phan Thị Phúc.
Ông theo học tại trường Trung học cơ sở và Trung học phổ thông Nguyễn Trãi tại Hà Nội (hệ 10/10). Sau khi tốt nghiệp Trung học phổ thông, ông có mong muốn theo học Đại học Bách khoa Hà Nội, nhưng sau đó được cha định hướng học tại Đại học Ngoại giao.
Năm 1994, Phạm Bình Minh tốt nghiệp thạc sĩ Luật và Ngoại giao tại Trường Luật Quốc tế và Ngoại giao Fletcher trực thuộc Đại học Tufts (Fletcher School of Law and Diplomacy, Tufts University, Massachusetts), ông thuộc lớp sinh viên đầu tiên qua Hoa Kỳ học dưới sự tài trợ của học bổng Fulbright.

## Sự nghiệp
Sau khi tốt nghiệp trường Đại học Ngoại giao, năm 1981, ông được nhận vào làm Chuyên viên Vụ Đào tạo, Bộ Ngoại giao, bấy giờ cha ông đang giữ chức Bộ trưởng.
Một năm sau, năm 1982, ông được bổ nhiệm làm Tùy viên Đại sứ quán Việt Nam tại Anh. Sau khi hoàn tất nhiệm kỳ công tác, năm 1986, ông được triệu hồi về nước và được phân công làm Chuyên viên của Vụ Vấn đề chung, Bộ Ngoại giao. Năm 1991, ông được thăng làm Phó Vụ trưởng Vụ các Tổ chức Quốc tế, Bộ Ngoại giao. Cùng năm đó, cha ông nghỉ hưu.
Năm 1999, ông được bổ nhiệm làm Đại sứ, Phó trưởng phái đoàn đại diện thường trực Việt Nam bên cạnh Liên hợp quốc. Từ năm 2001 đến tháng 1 năm 2003, ông được bổ nhiệm làm Công sứ, Phó Đại sứ của Đại sứ quán Việt Nam tại Hoa Kỳ.
Tháng 3 năm 2003, ông được triệu hồi về nước và được bổ nhiệm làm Quyền Vụ trưởng Vụ Các Tổ chức Quốc tế. Đến tháng 8 cùng năm, ông được bổ nhiệm chính thức làm Vụ trưởng.
Tháng 4 năm 2006, tại Đại hội Đại biểu Đảng Cộng sản Việt Nam khóa X, ông được bầu làm Ủy viên dự khuyết Ban Chấp hành Trung ương Đảng Cộng sản Việt Nam khoá X. Tháng 9 cùng năm, ông được bổ nhiệm làm Trợ lý Bộ trưởng Ngoại giao cho Phó Thủ tướng Phạm Gia Khiêm vừa được phê chuẩn chức vụ Bộ trưởng Bộ Ngoại giao.
Tháng 8 năm 2007, ông được bổ nhiệm làm Thứ trưởng Ngoại giao. Tháng 11 cùng năm ông được bổ nhiệm làm Thứ trưởng Thường trực. Tại Hội nghị Lần thứ 9 Ban chấp hành Trung ương khóa X, ông được chuyển từ Ủy viên dự khuyết thành Ủy viên chính thức Ban Chấp hành Trung ương Đảng Cộng sản Việt Nam khoá X từ ngày 13 tháng 1 năm 2009.
Ngày 29 tháng 3 năm 2010, ông được Thủ tướng Nguyễn Tấn Dũng bổ nhiệm kiêm chức Phó Chủ tịch Ủy ban Sông Mê Công Việt Nam.
Tháng 1 năm 2011, tại Đại hội Đảng Cộng sản Việt Nam XI, ông được bầu làm Ủy viên Ban Chấp hành Trung ương Đảng Cộng sản Việt Nam khoá XI.

### Đại biểu Quốc hội Việt Nam khóa 13 tỉnh Quảng Ninh
Ngày 22 tháng 5 năm 2011, ông đã trúng cử đại biểu Quốc hội Việt Nam khóa 13 nhiệm kì 2011 – 2016 ở đơn vị bầu cử số 3 tỉnh Quảng Ninh, gồm huyện Vân Đồn, huyện Cô Tô, huyện Tiên Yên, huyện Đầm Hà, huyện Hải Hà, huyện Bình Liêu, huyện Ba Chẽ và thành phố Móng Cái.

### Phó Thủ tướng Chính phủ, Bộ trưởng Bộ Ngoại giao Việt Nam Quốc hội khóa 13
Tháng 8 năm 2011, tại Kỳ họp thứ nhất của Quốc hội Việt Nam khóa XIII, ông đã được phê chuẩn làm Bộ trưởng Bộ Ngoại giao sau khi người tiền nhiệm Phạm Gia Khiêm quyết định xin từ nhiệm vào năm 2011.
Ngày 13 tháng 11 năm 2013, ông được Quốc hội Việt Nam khóa 13 phê chuẩn làm Phó thủ tướng Chính phủ, Bộ trưởng Bộ Ngoại giao.
Tháng 1 năm 2016, tại Đại hội đại biểu toàn quốc lần thứ XII, được bầu vào Ban Chấp hành Trung ương Đảng Cộng sản Việt Nam, được Trung ương bầu vào Bộ Chính trị.

### Đại biểu Quốc hội Việt Nam khóa 14 tỉnh Thái Nguyên
Ngày 22 tháng 5 năm 2016, ông trúng cử đại biểu Quốc hội Việt Nam khóa 14 nhiệm kì 2016-2021 ở đơn vị bầu cử số 3 tỉnh Thái Nguyên gồm thành phố Sông Công, thị xã Phổ Yên và huyện Phú Bình, được 231.129 phiếu, đạt tỷ lệ 83,44% số phiếu hợp lệ.

### Phó Thủ tướng Chính phủ, Bộ trưởng Bộ Ngoại giao Việt Nam Quốc hội khóa 14
Sáng ngày 28 tháng 7 năm 2016, Quốc hội Việt Nam khóa 14 đã tiến hành phê chuẩn đề nghị của Thủ tướng Chính phủ Nguyễn Xuân Phúc về việc ông Phạm Bình Minh làm Phó Thủ tướng Chính phủ, tái đắc cử Bộ trưởng Bộ Ngoại giao Việt Nam nhiệm kỳ 2016 – 2021 bằng hình thức bỏ phiếu kín, kết quả ông Phạm Bình Minh được phê chuẩn với 483/488 phiếu (97,77%).
Ngày 30 tháng 1 năm 2021, tại phiên bầu cử Đại hội Đảng toàn quốc lần thứ XIII, ông được bầu làm Ủy viên chính thức Ban Chấp hành Trung ương Đảng Cộng sản Việt Nam khoá XIII. Ngày 31, tại phiên họp đầu tiên của Trung ương Đảng khóa XIII, ông được bầu làm Ủy viên Bộ Chính trị Ban Chấp hành Trung ương Đảng Cộng sản Việt Nam khóa XIII.
Ngày 07 tháng 4 năm 2021, Tại kỳ họp thứ 11, Quốc hội khóa XIV, được Quốc hội phê chuẩn, Chủ tịch nước miễn nhiệm chức danh Bộ trưởng Bộ Ngoại giao nhiệm kỳ (2016 – 2021) theo đề nghị của Thủ tướng Phạm Minh Chính.

### Phó Thủ tướng Thường trực Chính phủ
Đến ngày 28 tháng 7 năm 2021, ông được bầu làm Phó Thủ tướng Chính phủ nước Cộng hòa Xã hội Chủ nghĩa Việt Nam kiêm Phó Bí thư Ban cán sự Đảng trong Chính phủ của Thủ tướng Phạm Minh Chính.
Ngày 6 tháng 9 năm 2021, Thủ tướng Chính phủ Phạm Minh Chính ký quyết định số 1460/QĐ-TTg, về việc phân công công tác của Thủ tướng và các Phó thủ tướng, trong đó ông được phân công là Phó Thủ tướng Thường trực Chính phủ.
Ngày 14 tháng 10 năm 2021, Thủ tướng Chính phủ Phạm Minh Chính ký Quyết định số 1726/QĐ-TTg, bổ nhiệm ông làm Chủ tịch Ủy ban An toàn Giao thông Quốc gia.
Ngày 18 tháng 11 năm 2021, Thủ tướng Chính phủ Phạm Minh Chính ký Quyết định số 1945/QĐ-TTg, thành lập Ban Chỉ đạo Trung ương các chương trình mục tiêu quốc gia giai đoạn 2021 – 2025. Phó Thủ tướng Thường trực Chính phủ Phạm Bình Minh là Trưởng Ban Chỉ đạo.

### Miễn nhiệm, thôi các chức vụ trong Đảng và Nhà nước
Ngày 30 tháng 12 năm 2022, trong Hội nghị bất thường, Trung ương Đảng đã cho ông Minh thôi chức Ủy viên Bộ chính trị và Ủy viên Ban Chấp hành Trung ương Đảng Cộng sản Việt Nam khoá XIII.
Ngày 5 tháng 1 năm 2023, Thủ tướng Chính phủ Phạm Minh Chính đã trình Quốc hội miễn nhiệm chức vụ Phó Thủ tướng đối với Phạm Bình Minh. Ngoài ra, Ủy ban Thường vụ Quốc hội cũng đã trình Quốc hội cho thôi nhiệm vụ Đại biểu Quốc hội của ông. Việc miễn nhiệm được cho là theo nguyện vọng của ông. Đến 16 giờ 55 phút cùng ngày, Quốc hội chính thức miễn nhiệm chức vụ Phó Thủ tướng của ông cùng Vũ Đức Đam và bổ nhiệm hai ông Trần Hồng Hà và Trần Lưu Quang thay thế làm Phó Thủ tướng. Nhưng trong thông tin về Phiên họp thứ 23 của Ban Chỉ đạo Trung ương về phòng chống tham nhũng, tiêu cực thì lại thống kê cho thôi 2 phó thủ tướng. Vậy thực chất việc cho thôi chức Ủy viên Bộ chính trị và Ủy viên Ban Chấp hành Trung ương, miễn nhiệm chức vụ Phó Thủ tướng theo nguyện vọng cá nhân là do liên quan đến tham nhũng tiêu cực, vì trong năm 2022 chỉ miễn nhiệm 2 phó thủ tướng.

## Giải thưởng
- Huân chương Lao động hạng Nhất năm 2015 do đã có thành tích xuất sắc trong công tác từ năm 2011 – 2014, góp phần vào sự nghiệp xây dựng chủ nghĩa xã hội và bảo vệ Tổ quốc.[5]
- Huân chương Lao động hạng Ba năm 2009 do có thành tích xuất sắc trong công tác giai đoạn 2002 – 2008.[5]
- Danh hiệu Chiến sĩ thi đua toàn quốc năm 2010 vì có thành tích xuất sắc tiêu biểu trong phong trào thi đua yêu nước, góp phần vào sự nghiệp xây dựng chủ nghĩa xã hội và bảo vệ Tổ quốc.[5]
- Bằng khen của Thủ tướng Chính phủ Việt Nam năm 2011 do có thành tích xuất sắc trong quá trình Việt Nam đảm nhiệm cương vị Ủy viên không thường trực Hội đồng Bảo an Liên hợp quốc, góp phần vào sự nghiệp xây dựng chủ nghĩa xã hội và bảo vệ Tổ quốc.[5]
- Bằng khen của Thủ tướng Chính phủ năm 2006 vì đã có thành tích xuất sắc trong công tác từ 2001 – 2006.[5]
- Huy chương Vì sự nghiệp Ngoại giao năm 2003 vì đã có thành tích đóng góp quý báu vào sự nghiệp xây dựng và phát triển ngành Ngoại giao.[5]
- Huân chương Quang Hoa của Chính phủ Hàn Quốc [20]

## Gia đình
Cùng với cha con ông Đoàn Trọng Truyến – Đoàn Mạnh Giao, cha con ông Phạm Văn Cương – Phạm Bình Minh là những trường hợp hiếm hoi cha con nối nghiệp cùng làm người đứng đầu một Bộ tại Việt Nam kể từ sau năm 1945.
| “                       | Cha tôi nghỉ việc ở ngành ngoại giao từ năm 1991 và mất cách đây đã tám năm nên không thể nói tôi nhờ ông can thiệp này nọ vào công tác tổ chức nhân sự. Nhưng những kết quả tôi đạt được ngày nay phần nhiều nhờ tôi học từ cha mình. Ông vừa là người cha vừa là người thầy của tôi và ảnh hưởng rất lớn tới phong cách làm việc của tôi. | ” |
| — Phạm Bình Minh - 2006 | |   |

Vợ ông là bà Nguyễn Thị Nguyệt Nga (1959-2025), nguyên Vụ trưởng Vụ Hợp tác Kinh tế đa phương, Bộ Ngoại giao, từng công tác tại Đại sứ quán Việt Nam tại Hoa Kỳ. Hiện bà là Phó Chủ tịch Nhóm Tầm nhìn APEC, Phó Chủ tịch Uỷ ban Quốc gia Việt Nam về Hợp tác kinh tế Thái Bình Dương, Chủ tịch danh dự Nhóm Phụ nữ Cộng đồng ASEAN tại Hà Nội. 
Ông bà có với nhau 2 người con trai. Con trai cả Phạm Bình Anh sinh năm 1987 hiện đang công tác tại Vụ Các Tổ chức Quốc tế, Bộ Ngoại giao. Con trai thứ Phạm Bình Nam sinh năm 1995 và cũng đã đi làm sau khi học cao học.